# 크리스토퍼 에클스턴
크리스토퍼 에클스턴(영어: Christopher Eccleston, /ˈɛkəlstən/, 1964년 2월 16일 ~ )은 잉글랜드의 연극, 영화, 텔레비전 배우이다. 그는 그의 수많은 텔레비전 연기 활동, 그 중에서도 특히 '닥터 후'의 9대 닥터 역으로 잘 알려져 있다. 또한 그는 렛 힘 헤브 잇, 쉘로우 그레이브, 엘리자베스, 28일 후, 식스티 세컨즈, 디 아더스, 지아이조 : 더 라이즈 오브 코브라, 토르: 다크 월드 등의 무대와 영화에 출연한 적이 있다.

## 젊은 시절
랭커셔주 솔퍼드 펜들턴의 랭워티 지역에 살던 노동자 계급 가족에서 태어난 에클스턴은 엘시 에클스턴과 로니 에클스턴의 세 아들 중 막내였다. 그의 형들인 앨런과 케이트는 쌍둥이였으며 에클스턴보다 8살 더 많았다. 그의 가족은 1960년대 말까지 블로드웰 거리의 작은 테라스 하우스에 살다가 리틀헐턴으로 이사를 갔다. 에클스턴은 조셉 이스트햄 고등학교에 진학하여 헤드 보이가 되었다. 19살이 되면서 그는 '블랙스터프의 소년들' 같은 텔레비전 드라마에서 연기 직업을 가지는 것에 고무되었다.
에클스턴은 솔퍼드 공대에서 2년간의 공연 예비 과정을 마친 뒤 기차를 타고 센트럴 스쿨 오브 스피치 앤드 드라마로 갔다. 그는 배우로서 처음 몇 년 동안에는 켄 로치의 '케스'나 '토요일 밤과 일요일 아침'에서의 알베르트 피니의 연기에서 영향을 받았으나, 그는 곧 셰익스피어, 체호프, 몰리에르 같은 고전을 공연하는 것을 스스로 찾게 되었다. 25살이 된 에클스턴은 브리스톨 올드 빅 사가 제작한 '욕망이라는 이름의 전차'에 첫 출연하면서 그의 프로 무대에 서게 되었다. 학교를 졸업하고 몇 년 동안 배우로 고용되지 못했던 에클스턴은 슈퍼마켓에서, 공사 현장에서, 그리고 한 예술가의 모델로 일하는 등 다양한 잡일을 했다.

## 연기 활동

### 초기 활동 (1991–2005)
에클스턴은 1991년 영화 '렛 힘 해브 잇'의 데렉 벤틀리 역과, 같은 해인 1991년 인스펙터 모르스의 에피소드 중 하나인 "Second Time Around"로 처음으로 대중의 관심에 들어오게 되었다. 1992년 그는 BBC 드라마 미니시리즈인 '프라이데이 온 마이 마인드 (Friday on my MInd)'에서 신 매드독스 역을 맡았다. 그는 텔레비전 시리즈 '크래커' (1993–94)에서 조연을 맡아 영국에서 주목을 받았다가 그가 시리즈에서 하차하고 싶다고 TV 관계자들에게 밝히자, 그 관계자들은 1994년 10월 그가 맡은 캐릭터를 작중에 등장하는 살인자인 앨비 킨셀라 (로버트 칼라일)의 희생자로 만들어 죽게 만들었다. 그 때 즈음 에클스턴은 아가사 크리스티의 미스터리 소설을 각색한 '포와로' 시리즈의 에피소드 중 하나인 "One Two, Buckle My Shoe"에 등장하기도 했다.
그는 1994년 대니 보일의 저예산 영화 '쉘로우 그레이브'에서 배우 이완 맥그레거와 함께 주연으로 출연했다. 같은 해 그는 1996년 BBC Two에서 방영되어 그를 영국 내에서 누구나 알 법한 사람으로 만들어준, BBC의 장편 드라마 시리얼인 '북쪽의 우리 친구들'에서 니키 허치슨 역을 따냈다. 에클스턴은 배우 마크 스트롱과 지나 맥키, 다니엘 크레이그와 함께 주연으로 캐스팅되었다. 1996년에는 지미 맥고번이 각본을 맡은 텔레비전 드라마 영화 '힐즈버러'에서 1989년 힐즈버러 참사에서 두 딸을 모두 잃은 남자인 '트레보어 힉스' 역에 발탁되었다. 실제로 그는 2009년 3월 트레보어 힉스의 결혼식에서 그의 들러리이기도 했다.
그의 영화 활동은 '주드' (1996), '엘리자베스' (1998), '엑시스텐즈' (1999), '식스티 세컨즈' (2000), '디 아더스' (2001), '24시간 파티하는 사람들' (2002), '28일 후' (2002)의 주제역을 포함하여 세간의 이목을 끄는 다양한 역할에 발탁되면서 시작되었다. 그는 토마스 미들턴의 동명의 연극을 각색한 2002년 영화 '리벤저스 트레지디'의 주인공 역으로써 주연을 맡았다. 그는 독립 영화 '루비보다 값진 것' (1998) 과 '인비저블' (2001)의 주역을 맡았다. 그는 자동차 도둑 영화 '식스티 세컨즈'의 주연을 맡았지만 2004년 1월까지 운전시험을 받지 않았다. 그는 BBC '탑 기어'에서 그의 면허가 자동변속장치를 이용한 교통수단으로 제한된다고 말했다.
그는 수많은 텔레비전 배역으로 등장해 왔는데, 특히 영국 드라마에서 그랬다. 이 드라마 중에는 채널 4의 '하츠 앤 마인즈' (1996), BBC의 '클로킹 오프' (2000)와 '플레시 앤 블러드' (2002), ITV의 '힐즈버러' (1996), '벤 자고' (이아고 역할)를 연기한 현대판 '오셀로'가 있다. 또 종교 판타지 장편 드라마 '더 세컨드 커밍' (2003)에서는 신의 아들인 스티브 백스터를 연기했다. 그는 코미디 드라마 '린다 그린' (2001)과 공포 스케치 쇼 '더 리그 오브 젠틀맨' (2001)에 게스트 출연을 하기도 했다. 에클스턴은 리즈 웨스트요크셔 극장에서 2002년 공연한 '햄릿'에서 극 배역으로 등장하기도 했다. 2004년 3월에서 4월 사이 그는 새로운 연극 '엘렉트리시티'를 통해 다시 무대로 복귀하는 것으로 보였다.
에클스턴은 영국 아카데미 텔레비전 상에서 최고의 배우 부문 후보에 두 번 오른 적이 있다. 1997년에 '북쪽의 우리 친구들'을 통해 처음으로 후보에 지명되었으나, '더 프래절 하트'의 나이절 호손에게 상을 놓쳤다. 2003년에는 '더 세컨드 커밍'으로 후보에 지명되었으나 '스테이트 오브 플레이'의 빌 나이가 상을 탔다. 에클스턴은 '북쪽의 우리 친구들'로 방송언론협회 (RTS) 상 최고의 배우 부문에서 수상했다. 그는 2003년 두 번째로, '살과 피'에서 보여준 그의 연기로 인해 RTS 최고의 배우 상을 수상했다. 2004년 7월, 잡지 라디오 타임즈가 주관한 산업 분야 전문가들의 투표 결과, 에클스턴은 "텔레비전 드라마에서 가장 영향력 있는 인물"에서 19위를 차지했다.

### 닥터 후 (2005)
2004년 4월 2일, 에클스턴이 2005년 3월 26일에 방영이 시작된 BBC의 SF 텔레비전 드라마 시리즈 '닥터 후'의 부활 시리즈에서 닥터의 9번째 생애를 연기할 것이라고 발표되었다. 에클스턴은 그 간격이 3개월도 안 되긴 하지만, 드라마가 시작된 후에 태어나서 닥터 역을 연기하는 첫번째 배우였다. 2005년 3월 30일, BBC는 표면상 에클스턴으로부터, 고정 배역이 될 것을 우려한다는 이유로 오직 한 시리즈만 하고 그 역할을 떠나기로 결정했다는 성명서를 발표했다. 2005년 4월 4일 BBC는 에클스턴의 "진술"이 거짓으로 보여지고 그의 동의 없이 발표되었다고 밝혔다. BBC는 결국 1월에 그가 한 시리즈만 하기로 계획한 것을 대중에 알리지 않기로 한 합의를 자신들이 깼다고 인정했다. 성명서는 보도 기자들이 언론사로 의문을 제기한 후 만들어졌다.
2005년 6월 11일 BBC 라디오와의 인터뷰 도중 당신이 '닥터 후'에서 일하는 것을 즐겼냐는 질문에서 에클스턴은 "좋기도 했고 나쁘기도 했지만, 얘기하자면 길군요."라고 대답했다. 에클스턴이 배역을 떠난 이유는 계속해서 영국 신문들의 논쟁 대상이 되었다. 2005년 10월 4일 «데일리 텔레그래프» 지의 앨런 데이비스는 에클스턴이 BBC에 의해 "혹사" 당했으며, 그는 "기진맥진"해서 배역을 그만둔 것이라고 말했다. 열흘 뒤 에클스턴은 «데일리 미러» 지에게 이것은 사실이 아니었다고 말하면서, 데이비스의 기사와 관련하여 그에게 언짢은 심정을 조금 나타내기도 했다. 2010년 인터뷰에서 에클스턴은 "배우와 촬영팀이 일했던 환경이나 분위기를 즐기지 못했기 때문"에 쇼를 떠났지만, 그 배역을 연기하는 것에 대해 자부심을 가졌다고 밝혔다.
2008년 11월 7일 러셀 T. 데이비스는 영국 국립극장에서 그의 책 «'작가의 이야기'»를 홍보하면서, 드라마가 부활 시리즈 하나를 넘어 계속될 것인지 불확실했기 때문에 에클스턴과의 계약은 1년뿐이었다고 말했다. (지금은) 엄청난 성공을 거두어 오고 있지만 그 때에는 BBC 내에서 (성공할 지에 대한) 의심이 있었다고 그는 회고하며 말했다. 에클스턴은 닥터로서의 연기로 2005년 네셔널 텔레비전 어워즈의 "가장 유명한 배우"에 선출되었다.
2012년 7월 영국 국립극장에서 열린 대담에서 에클스턴은 '닥터 후'에서 보낸 그의 시간을 긍정적으로 말했다. 이는 그가 2013년 드라마의 50주년 기념 에피소드에서 9대 닥터로 재등장하는 것을 고려중인 것으로 짐작되었다. 11대 닥터 역의 맷 스미스는 에클스턴이 돌아오기를 사랑할 것이라고 말했다. 그러나 책임 프로듀서 스티븐 모팻과의 논의 끝에, 에클스턴은 그의 배역을 거절했다.

### 최근 활동 (2005–현재)
2005년 10월 30일, 에클스턴은 런던에 있는 올드 빅 극장에서 나빈 초드리, 브루노 랭글리, 데이비드 워너, 세프론 어로우스, 데이비드 바디엘과 함께 하룻밤 연극인 '밤하늘'로 무대에 섰다. 2005년 11월에는 제 2회 아마조나스 국제 영화 축제의 심사위원을 맡기도 했다. 감독 노만 주이슨은 심사위원단의 단장이었다. 2005년 12월, 에클스턴은 'BBC 브렉퍼스트' 뉴스 프로그램을 위해 인도네시아의 아체 주로 여행을 가서 2004년 인도양 지진 해일의 생존자들이 어떻게 그들의 삶을 다시 회복해나갔는지 조사했다.
2006년 3월 에클스턴은 ITV의 다큐멘터리 스페셜 Ever Muppet Moments에 해설자로 등장했다. 2006년 5월에는 그가 살고 있는 도시인 셀퍼드에 있는 더 로우리 극장의 '로미오와 줄리엣' 연극에서 내레이터로 등장했다. 그가 함께 공연한 극단 Celebrity Pig는 학습 장애가 있는 배우들로 구성되어 있다. 그는 극단의 후원자이기도 하다. 2006년 8월에 엘리자베스 모스와 함께 New Orleans, Mon Amour를 찍었다. 영화는 마이클 알메레이다 감독으로 허리케인 카트리나 이후의 뉴올리언스에서 촬영한 것이다. 2008년 미국과 이탈리아 영화 축제에서 개봉하였다.
2006년 말 에클스턴은 ITV의 드라마 《완벽한 부모들》에 출연했다. 이 드라마의 감독은 <닥터 후>에서 감독을 맡기도 했던 존 애헌으로, 각본도 같이 맡았다. 이후 NBC TV 시리즈 《히어로즈》의 "Godsend" 에피소드 (2007년 1월 22일 방영)에 출연했다. 클로드란 이름의 등장 인물로, 투명 능력을 갖추고 있으며 그 힘으로 피터 피트럴리를 돕는다. 한편 수전 쿠퍼의 소설 《어둠이 몰려온다》 (The Dark Is Rising Sequence)를 각색하여 2007년 10월 5일 미국에서 개봉된 극장판 《싸인 씨커》에서도 주연으로 출연하였다.
2008년 2월 에클스턴은 BBC Four의 월드 시네마 어워드 쇼에 출연하여 조너선 로스, 아키 판자비와 함께 <타인의 삶>과 <판의 미로>를 비롯한 다섯 개의 해외 히트작에 담긴 가치를 논했다. 2009년에는 단편 영화 <The Happiness Salesman>에서 아키 판자비의 상대역으로 출연했는데, 영화 출연을 승낙한 것은 판자비 때문이라고 밝혔다. 이 영화는 영국 단편영화 대회에서 1위를 차지하기도 했다. 같은 시기 헐리우드 영화 《지.아이.조: 전쟁의 서막》에서 악당 데스트로 역을 맡아 화제가 되기도 했다. 이후 미국의 시트콤 《새라 실버맨 프로그램》의 한 에피소드에 출연하기도 했는데, 작중에 등장하는 드라마에서 설정상 컬트 공상과학 영웅으로 등장한다. 이름은 '닥터 레이저 레이지'로 에클스턴이 《닥터 후》에서 짧게 출연한 것을 염두에 둔 것으로 보인다.

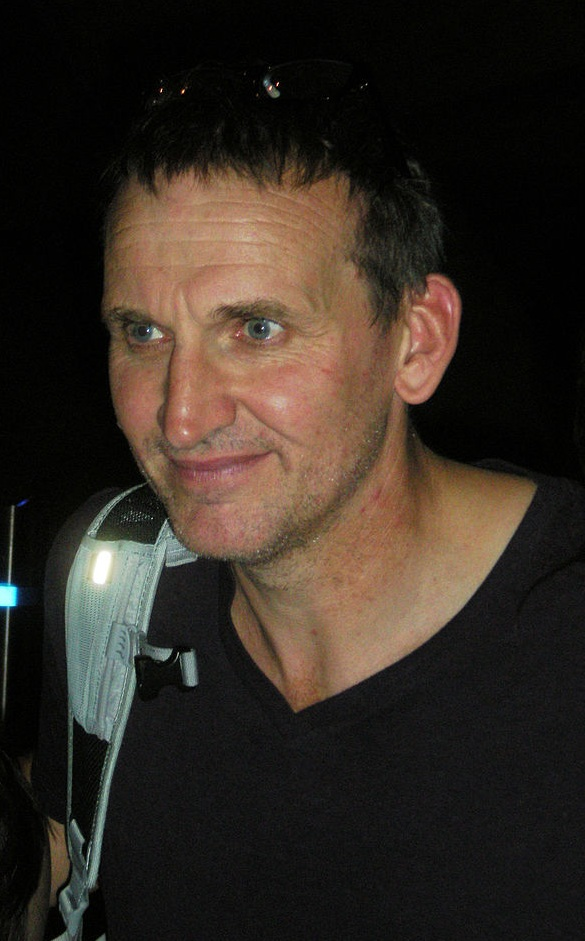
런던에 있는 국립 극장에서 에클스턴(2012년 5월)

에클스턴은 BBC가 제작하고 영국에서 2010년 6월 23일에 방영된 《레논 네이키드》에서 존 레논 역할을 맡았으며, 상대역인 오노 요코역은 그와 함께 닥터 후에 출연했던 모리 나오코가 맡았다. 2010년 11월, 에클스턴은 BBC One의 시선집 드라마 Accused의 첫 에피소드에 출연하였고, 이 역으로 에미상을 수상하였다. 2011년 5월에 BBC Two의 7부작 TV 드라마 The Shadow Line에서 Joseph Bede 역을 맡았다.
O2011년 12월 31일, 에클스턴은 메리 노튼의 어린이 소설 《난쟁이 가족》을 각색한 BBC One 드라마판에서 팟 클락 역을 맡았다. 2012년 7월에는 BBC One의 정치 스릴러 드라마 《블랙아웃》에 출연하였다. 같은 달 로열 내셔널 시어터에서 막을 올린 연극 <안티고네>에서 크레온 역을 맡아, 연기가 "카리스마" 있고 "강렬하다"는 평을 받았다.
2013년에 에클스턴은 토르의 후속작이자 마블 시네마틱 유니버스의 여덟 번째 작품인 토르: 다크 월드에서 말레키스 역을 맡았다. 2014년부터는 HBO의 드라마 《레프트오버》에서 조연인 맷 제이미슨 목사 역을 맡았다.

## 출연작 목록

### 영화
| 연도 | 제목                             | 원제                              | 배역                     | 비고    |
| ---- | -------------------------------- | --------------------------------- | ------------------------ | ------- |
| 1991 | 렛 힘 헤브 잇                    | Let Him Have It                   | 데릭 벤틀리              |         |
| 1992 | 죽음과 나침반                    | Death and the Compass             | 알론소 준즈              |         |
| 1993 | 앵커레스                         | Anchoress                         | 사제                     |         |
| 1994 | 쉘로우 그레이브                  | Shallow Grave                     | 데이비드 스티븐스        |         |
| 1996 | 주드                             | Jude                              | 주드 폴리                |         |
| 1998 | 엘리자베스                       | Elizabeth                         | 노퍽 공작                |         |
| 1998 | 루비보다 값진 것                 | A Price Above Rubies              | 센더 호로위츠            |         |
| 1999 | 하트                             | Heart                             | 게리 엘리스              |         |
| 1999 | 엑시스텐즈                       | Existenz                          | 세미나 지도자            |         |
| 1999 | 당신과 혹은 당신없이             | With or Without You               | 빈센트 보이드            |         |
| 2000 | 식스티 세컨즈                    | Gone in 60 Seconds                | 레이먼드 캘리트리        |         |
| 2001 | 디 아더스                        | The Others                        | 찰스 스튜어트            |         |
| 2001 | 인비저블 서커스                  | The Invisible Circus              | 크리스토퍼 울프          |         |
| 2001 | 스트럼펫                         | Strumpet                          | 스트레이맨               |         |
| 2002 | 24시간 파티하는 사람들           | 24 Hour Party People              | 보에티우스               |         |
| 2002 | 디나                             | I Am Dina                         | 리오 주커브스키          |         |
| 2002 | 복수자의 비극                    | Revengers Tragedy                 | 빈디치                   |         |
| 2002 | 28일 후                          | 28 Days Later                     | 헨리 웨스트 소령         |         |
| 2007 | 싸인 시커: 여섯 개의 빛을 찾아서 | The Seeker                        | 라이더                   |         |
| 2008 | 뉴올리언스, 내 사랑              | New Orleans, Mon Amour            | 닥터 헨리                |         |
| 2009 | 지.아이.조: 전쟁의 서막          | G.I. Joe: The Rise of Cobra       | 제임스 매컬런 / 데스트로 |         |
| 2009 | 아멜리에: 하늘을 사랑한 여인     | Amelia                            | 프레드 누넌              |         |
| 2010 | 벌거벗은 레넌                    | Lennon Naked                      | 존 레넌                  | TV 영화 |
| 2011 | 바로워즈                         | The Borrowers                     | 포드 클락                | TV 영화 |
| 2012 | 송 포 유                         | Song for Marion                   | 제임스 해리스            |         |
| 2013 | 토르: 다크 월드                  | Thor: The Dark World              | 말레키스                 |         |
| 2015 | 레전드                           | Legend                            | 레너드 리드              |         |
| 2018 | 킹 리어                          | King Lear                         | 오즈월드                 | TV 영화 |
| 2018 | 데드 위크: 인생마감 7일전        | Dead in a Week or Your Money Back | 하비                     |         |
| 2018 | 웨어 핸즈 터치                   | Where Hands Touch                 | 하인즈                   |         |
| 2024 | 여인과 바다                      | Young Woman and the Sea           | 저베즈 울프              |         |
| 미정 | 자유의 속삭임                    | Whispers of Freedom               | 헤르베르트 쾨퍼          | 제작중  |

### 텔레비전 드라마
| 연도    | 제목                           | 원제                             | 배역               | 비고                                                            |
| ------- | ------------------------------ | -------------------------------- | ------------------ | --------------------------------------------------------------- |
| 1990    | 캐주얼티                       | Casualty                         | 스티븐 힐스        | "A Reasonable Man" 에피소드                                     |
| 1991    | 모스 경감                      | Inspector Morse                  | 테런스 미첼        | "Second Time Around" 에피소드                                   |
| 1991    | 챈서                           | Chancer                          | 라디오             | "Jo" 에피소드                                                   |
| 1991    | 분                             | Boon                             | 마크               | "Cover Up" 에피소드                                             |
| 1992    | 아가사 크리스티: 명탐정 포와로 | Agatha Christie's Poirot         | 프랭크 카터        | "One, Two, Buckle My Shoe" 에피소드                             |
| 1993-94 | 크래커                         | Cracker                          | 데이비드 빌버러    | 10회분 출연                                                     |
| 1995    | 마음과 정신                    | Hearts and Minds                 | 드루 매켄지        | 4회분 출연                                                      |
| 1996    | 북쪽의 우리 친구들             | Our Friends in the North         | 니키 허친슨        | 9회분 출연                                                      |
| 2000    | 야생인                         | Wilderness Men                   | 알렉산더 폰 훔볼트 | 3회분 출연                                                      |
| 2000    | 클락킹 오프                    | Clocking Off                     | 짐 캘버트          | 2회분 출연                                                      |
| 2001    | 린다 그린                      | Linda Green                      | 톰 셰리 / 닐 셰리  | "Twins" 에피소드                                                |
| 2002    | 신사 동맹                      | The League of Gentlemen          | 두걸 시프          | "How the Elephant Got Its Trunk" 에피소드                       |
| 2003    | 재림                           | The Second Coming                | 스티븐 백스터      | 2회분 출연                                                      |
| 2005    | 닥터 후                        | Doctor Who                       | 9대 닥터           | 시즌1 주인공                                                    |
| 2005-07 | 왕과 파라오                    | Kings and Pharaohs               | 람세스 파라오      | 주연                                                            |
| 2007    | 히어로즈                       | Heroes                           | 클로드             | 5회분 출연                                                      |
| 2008    | 세라 실버먼 프로그램           | The Sarah Silverman Program      | 닥터 레이저 레이지 | "I Thought My Dad Was Dead, But It Turns Out He's Not" 에피소드 |
| 2010    | 어큐즈드                       | Accused                          | 윌리 훌리핸        | "Willy's Story" 에피소드                                        |
| 2011    | 섀도우 라인                    | The Shadow Line                  | 조지프 비드        | 7회분 출연                                                      |
| 2012    | 블랙아웃                       | Blackout                         | 대니얼 디모이스    | 3회분 출연                                                      |
| 2013    | 루칸                           | Lucan                            | 존 애스피널        | 2회분 출연                                                      |
| 2014-17 | 레프트오버                     | The Leftovers                    | 맷 제이미슨        |                                                                 |
| 2015    | 포티튜드                       | Fortitude                        | 스토더트 교수      | 3회분 출연                                                      |
| 2015    | 세이프 하우스                  | Safe House                       | 로버트             | 4회분 출연                                                      |
| 2016-20 | A 워드                         | The A Word                       | 모리스 스콧        |                                                                 |
| 2016    | 브라이언 펀                    | The Life of Rock with Brian Pern | 루크 던모어        | 2회분 출연                                                      |
| 2021    | 클로즈 투 미                   | Close to Me                      | 롭 하딩            | 주연                                                            |
| 2022-23 | 도저                           | Dodger                           | 페이긴             | 주연                                                            |
| 2024    | 트루 디텍티브                  | True Detective                   | 테드 코널리        | 주연                                                            |